# Liste der Bodendenkmäler in Westerheim (Unterallgäu)
Auf dieser Seite sind die Bodendenkmäler in der schwäbischen Gemeinde Westerheim zusammengestellt. Diese Tabelle ist eine Teilliste der Liste der Bodendenkmäler in Bayern. Grundlage ist die Bayerische Denkmalliste, die auf Basis des Bayerischen Denkmalschutzgesetzes vom 1. Oktober 1973 erstmals erstellt wurde und seither durch das Bayerische Landesamt für Denkmalpflege geführt wird. Die folgenden Angaben ersetzen nicht die rechtsverbindliche Auskunft der Denkmalschutzbehörde.

## Bodendenkmäler der Gemeinde Westerheim

### Bodendenkmäler in der Gemarkung Günz
| Lage            | Objekt | Akten-Nr.     | Bild |
| --------------- | --- | ------------- | ---- |
| Günz (Standort) | Burgstall des Mittelalters.                                                                                        | D-7-7927-0021 |      |
| Günz (Standort) | Burgstall des Mittelalters.                                                                                        | D-7-7927-0022 |      |
| Günz (Standort) | Burgstall des Mittelalters.                                                                                        | D-7-7927-0033 |      |
| Günz (Standort) | Siedlung der römischen Kaiserzeit.                                                                                 | D-7-7927-0034 |      |
| Günz (Standort) | Mittelalterliche und frühneuzeitliche Befunde im Bereich der Katholischen Pfarrkirche St. Peter und Paul in Günz.  | D-7-7927-0047 |      |
| Günz (Standort) | Mittelalterliche und frühneuzeitliche Befunde im Bereich der Katholischen Kapelle St. Sebastian in Rummeltshausen. | D-7-7927-0080 |      |

### Bodendenkmäler in der Gemarkung Westerheim
| Lage                  | Objekt | Akten-Nr.     | Bild |
| --------------------- | --- | ------------- | ---- |
| Westerheim (Standort) | Verebnete Grabhügel der Hallstattzeit. | D-7-7927-0023 |      |
| Westerheim (Standort) | Burgstall des Mittelalters. | D-7-7927-0024 |      |
| Westerheim (Standort) | Siedlung der römischen Kaiserzeit. | D-7-7927-0035 |      |
| Westerheim (Standort) | Mittelalterliche und frühneuzeitliche Befunde im Bereich der Katholischen Friedhofskapelle Hl. Kreuz in Westerheim.                                           | D-7-7927-0039 |      |
| Westerheim (Standort) | Mittelalterliche und frühneuzeitliche Befunde im Bereich des ehemaligen Zollhauses, darunter die abgegangene Kapelle St. Barbara mit Friedhof (Pestfriedhof). | D-7-7927-0090 |      |